# Pobřežně-krasový region
Pobřežně-krasový region (slovinsky Obalno-kraška statistična regija) je jedním ze 12 statistických regionů Slovinska. Byl zřízen v květnu 2005. Nachází se v jihozápadní části Slovinska. V regionu je celkem 8 občin. Hlavním a také největším městem regionu je městská občina Koper. Rozloha regionu je 1044 km² a v lednu 2014 zde žilo 112 848 lidí.
Pobřežní oblast regionu se středomořským klimatem je jedinou oblastí Slovinska s přístupem k moři. Vhodné přírodní podmínky umožňují rozvíjet cestovní ruch, dopravu a pěstování různých plodin v zemědělství.
| P. č. | Znak | Občina                         | Rozloha v km² | Počet obyvatel |
| ----- | ---- | ------------------------------ | ------------- | -------------- |
| 1     |      | Ankaran                        | 8,05          | 3230           |
| 2     |      | Divača                         | 147,80        | 3934           |
| 3     |      | Hrpelje-Kozina                 | 192,20        | 4260           |
| 4     |      | Izola                          | 28,60         | 15 833         |
| 5     |      | Komen                          | 102,70        | 3556           |
| 6     |      | Koper                          | 303,15        | 51 191         |
| 7     |      | Piran                          | 44,60         | 17 753         |
| 8     |      | Sežana                         | 217,40        | 13 091         |
|       |      | Pobřežně-krasový region celkem | 1044          | 112 848        |